# Dąbrówka (dopływ Trześniówki)
Dąbrówka – rzeka, prawostronny dopływ Trześniówki o długości 14,82 km.
Rzeka jest obwałowana obustronnie w odcinku ujściowym długości 1 km.